# Vaso linfático
Los vasos linfáticos son canales delgados y diminutos que transportan material de desechos y células del sistema inmunitario en un líquido llamado linfa.
Se distribuyen por todo el cuerpo llenando los espacios intersticiales de las células y desembocan en pequeñas estaciones llamadas ganglios linfáticos hasta terminar en la circulación venosa sistemática.
Los vasos linfáticos forman una red de conductos que se inician en el intersticio y que desembocan progresivamente en otros conductos de mayor tamaño formando colectores que desaguan en el torrente circulatorio sanguíneo a nivel de la base del cuello, en el ángulo formado por las venas yugular interna y subclavia. Los vasos linfáticos tienen diferentes tamaños, formas y funciones. Los vasos linfáticos se unen formando troncos colectores cada vez mayores que desembocan en los ganglios linfáticos regionales.Los vasos linfáticos que transportan la linfa a los ganglios linfáticos se denominan vasos linfáticos aferentes.

## Canales prelinfáticos
En realidad no son vasos linfáticos, pero por su función conductora de la prelinfa (líquido intersticial) hasta los capilares linfáticos se incluyen en este apartado. Están presentes en el ámbito del tejido conjuntivo; tienen por misión aportar, con cierta rapidez, hasta los capilares linfáticos, los carbohidratos que salen de los capilares sanguíneos. El diámetro de estos canales es menor que el de los capilares o linfáticos finales.

## Capilares linfáticos
Son los vasos conductores más pequeños del sistema linfático. Los capilares linfáticos se inician en los tejidos en forma de dedo de guante; son tubos de pared delgada formados de una capa simple de células endoteliales superpuestas, unidas por filamentos sujetos al tejido conectivo circundante. La existencia de estos filamentos permite que, al aumentar la cantidad de líquido en el espacio intersticial, los capilares linfáticos no se aplasten o colapsen, sino que una parte de los bordes celulares cedan y entre líquido en el interior de los capilares linfáticos, mientras que los bordes sujetos con los filamentos se mantienen firmes.
Este mecanismo de apertura y cierre permite una rápida entrada de la carga linfática al interior de los capilares linfáticos y de partículas de gran tamaño molecular (proteínas, restos celulares, desechos, etc.) que no podrían salir de otra manera de los tejidos donde se producen.
El sistema linfático, a partir de los capilares linfáticos, se transforma en vasos linfáticos de calibre cada vez mayor. Los capilares linfáticos se intercomunican entre sí y con los precolectores linfáticos, formando una especie de red. Estas nuevas estructuras ya presentan en su interior válvulas que van a dar lugar a los linfangiones o angiones linfáticos.

## Conducto torácico
Es el vaso más grande del cuerpo humano. Se origina en el abdomen, en el extremo superior de la cisterna de Pecquet, un saco alargado situado en la región lumbar entre la 10.ª vértebra dorsal y la 4.ª lumbar (nivel de la región umbilical profunda) y asciende por delante de la columna vertebral, atraviesa el diafragma y, tras hacer un arco a la izquierda, a nivel de la articulación esterno-clavicular, desemboca en el llamado "ángulo venoso".